# Câu lạc bộ bóng chuyền vật liệu xây dựng Bình Dương
Câu lạc bộ bóng chuyền vật liệu xây dựng Bình Dương (gọi tắt VLXD Bình Dương) là một câu lạc bộ bóng chuyền Nam chuyên nghiệp có trụ sở ở Bình Dương, Việt Nam. Đây là đội bóng đang thi đấu tại Giải vô địch bóng chuyền quốc gia Việt Nam. Vlxd Bình Dương là một đội bóng chuyền tân binh, tham gia từ mùa Giải vô địch bóng chuyền quốc gia Việt Nam năm 2017 rồi bị xuống hạng luôn. Năm 2019 đội thăng hạng vô địch quốc gia và gây bất ngờ với vị trí xếp thứ 4 chung cuộc và thi đấu tới hết năm 2023 được tổng 6 lần ở giải này. Tuy nhiên, tại giải VĐQG năm 2023, sau khi thi đấu xong 2 giai đoạn, VLXD Bình Dương thi đấu 8 trận và toàn thua, chỉ giành được 1 điểm với tổng số 4 set thắng và 24 set thua, xếp thứ 5 tại bảng đấu và là 1 trong 2 đội nam phải xuống hạng.

## Thành tích
Tại Giải vô địch bóng chuyền quốc gia Việt Nam:
- Vô địch các mùa giải: chưa có
- Á quân các mùa giải: chưa có
- Hạng ba các mùa giải: chưa có

Tại Giải bóng chuyền cúp Hoa Lư:
- Vô địch các mùa giải: chưa có
- Á quân các mùa giải: chưa có
- Hạng ba các mùa giải: chưa có

Tại Giải bóng chuyền cúp Hùng Vương:
- Vô địch các mùa giải: chưa có
- Á quân các mùa giải: chưa có
- Hạng ba các mùa giải: 2019

## Lịch sử hình thành
Năm 2016 là 1 năm thành công của đội bóng chuyền VLXD Bình Dương. Theo đó, tại vòng chung kết Giải bóng chuyền hạng A toàn quốc diễn ra tại TP.Thái Nguyên, đội bóng chuyền VLXD Bình Dương đã thi đấu xuất sắc, đoạt ngôi á quân chung cuộc; qua đó giành quyền thăng hạng thi đấu giải bóng chuyền vô địch quốc gia năm 2017.

## Đội hình thi đấu

### Đội hình hiện tại
Cập nhật danh sách tháng 6 năm 2022.
- Huấn luyện viên:  Dương Tấn Vinh
- HLV phó, Trợ lý: Võ Trọng Hiếu

Các cầu thủ: Trần Anh Tú, Lê Văn Phú, Dương Minh Tiến, Lê Công Hữu, Nguyễn Hùng Cuong, Hoàng Xuân Trường, Nguyễn Quốc Huy, Từ Quốc Việt, Trần Quốc Nghi, Đỗ Anh Kiệt, Đinh Văn Trí, Nguyễn Quyết Công, Tô Quốc Bảo, Nguyễn Tấn Khoa.

### Đội hình quá khứ
- năm 2022:[4] Huấn luyện viên: Dương Tấn Vinh, HLV phó, Trợ lý: Võ Trọng Hiếu. Các cầu thủ: Trần Anh Tú, Lê Văn Phú, Dương Minh Tiến, Lê Công Hữu, Nguyễn Hùng Cuong, Hoàng Xuân Trường, Nguyễn Quốc Huy, Từ Quốc Việt, Trần Quốc Nghi, Đỗ Anh Kiệt, Đinh Văn Trí, Nguyễn Quyết Công, Tô Quốc Bảo, Nguyễn Tấn Khoa.
- Năm 2020: Trần Anh Tú (Đội trưởng), Đặng Minh Đạt, Dương Minh Tiến, Trần Đình Quý, Nguyễn Hùng Cường, Hoàng Xuân Trường, Nguyễn Quốc Huy, Nguyễn Huỳnh Anh Phi, Trần Quốc Nghi, Ngô Thượng Hoành, Trần Doãn Hoàng, Nguyễn Quân Ngọc, Tô Quốc Bảo, Nguyễn Tấn Khoa.